# Барретт, Джон (археолог)
Джон Барретт (John C. Barrett; род. 1949) — британский археолог, преисторик, специализируется на британской и европейской преистории, а также занимается теорией археологии. Доктор, эмерит-профессор Шеффилдского университета, где трудился с 1995 года. Член Лондонского общества древностей (FSA).
Окончил Кардиффский университет; преподавал в университетах Лидса и Глазго; с 1995 года в Шеффилдском университете (первоначально как ридер археологии) — являлся заведующим кафедрой археологии (с 2002), деканом (с 2006). С 2014 года в отставке; эмерит-профессор кафедры археологии.
Автор книги «Archaeology and its Discontents» (Routledge, 2021). Также автор Fragments from Antiquity (1994) и From Stonehenge to Mycenae (London; New York: Bloomsbury Academic, 2019). Соавтор Oxford Handbook of Archaeological Theory.